# داگلاس اچ. ویلوک
داگلاس اچ. ویلوک (به انگلیسی: Douglas H. Wheelock) فضانورد اهل کشور ایالات متحده آمریکا است که در ۵ مهٔ ۱۹۶۰ میلادی در بینگهمتون، نیویورک زاده شد. وی در مأموریت اس‌تی‌اس-۱۲۰، سایوز تی‌ام‌ای-۱۹، اکسپدییشن ۲۴، ۲۵ حضور داشته است.